# Superbe (Saône)
Die Superbe ist ein Fluss in Frankreich, der im Département Haute-Saône in der Region Bourgogne-Franche-Comté verläuft. Sie entspringt im südlichen Gemeindegebiet von Fontenois-la-Ville, entwässert generell in südwestlicher Richtung und mündet nach rund 25 Kilometern an der Gemeindegrenze von Baulay und Amance als linker Nebenfluss in die Saône.

## Orte am Fluss
(Reihenfolge in Fließrichtung)
- Melincourt
- Anchenoncourt, Gemeinde Anchenoncourt-et-Chazel
- Saint-Rémy-en-Comté
- Senoncourt
- Amance